# Schlacht von Camaret
Philippsburg – Koblenz – Walcourt – Bantry Bay – Mainz – Bonn – Fleurus – Beachy Head – Boyne – Staffarda – Québec – Mons – Cuneo – Leuze – Aughrim – Barfleur/La Hougue – Namur 1 – Steenkerke – Lagos – Neerwinden – Marsaglia – Charleroi – Torroella – Camaret – Texel – Sant Esteve d'en Bas – Gerona – Dixmuyen – Namur 2 – Brüssel –  Ath – Cartagena – Barcelona
Die Schlacht von Camaret war eine amphibische Landung in der Bucht von Camaret an der südbretonischen Atlantikküste am 18. Juni 1694. Engländer und Niederländer versuchten während des Pfälzischen Erbfolgekriegs, den französischen Hafen Brest einzunehmen und einen Teil der dort stationierten französischen Flotte zu zerstören. Der Angriff wurde erfolgreich von Marschall de Vauban in seinem einzigen Feldkommando überhaupt zurückgeschlagen.

## Gesamtzusammenhang
Anfang 1694 entschloss sich Ludwig XIV. das Kampfgeschehen ans Mittelmeer und nach Spanien zu tragen. Um den Marschall de Noailles bei der Einnahme von Barcelona zu unterstützen und Spanien zur Unterzeichnung eines Friedensvertrages zu zwingen, verließ Admiral Tourville Brest am 24. April mit 71 Linienschiffen. Admiral Chateaurenaults Schwadron folgte ihm am 7. Mai.
Nachdem die Engländer hiervon erfahren hatten, planten sie gemeinsam mit den Niederländern Brest einzunehmen, da sie dieses Unterfangen in Abwesenheit von Tourville und seiner Flotte für nicht allzu schwierig hielten. Hierfür wollten sie eine 7.000 bis 8.000 Mann starke Armee anlanden.
Nach Tourvilles Sieg bei Lagos 1693, hatte Willhelm III. von England eine Strafexpedition nach Saint-Malo geschickt und plante ähnliche Vergeltungsangriffe gegen andere französische Häfen. Nachdem Spione Ludwig XIV. die Plänen gegen Brest mitgeteilt hatten, machte er Vauban zum Befehlshaber über Brest und die vier bretonischen Diözesen von Concarneau to Saint-Brieuc.

## Vorbereitungen
Unter dem Kommando des britischen Admirals John Berkeley, 3rd Baron Berkeley of Stratton wurde im Hafen von Portsmouth eine Flotte versammelt, die sich aus 36 Kriegsschiffen, 12 Bombarden und 40 Transportschiffen, die die 10.000 Mann starke Invasionsarmee unter Thomas Tollemache befördern sollten, zusammensetzte.
Vauban begann unverzüglich, die Verteidigung der Stadt und der sie umgebenden Felsküste zu organisieren. Schlechte Wetter hinderte die englische Flotte einen Monat lang am Auslaufen, was den Franzosen gerade genügend Zeit verschaffte, der Flotte einen warmen Empfang zu bereiten.

### Generelle Vorbereitungen

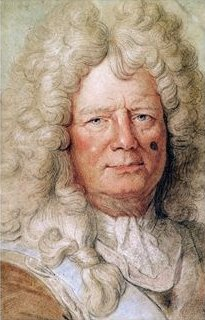
Vauban, Kommandant von Brest

1685, schon drei Jahre vor Ausbruch des Pfälzischen Erbfolgekrieges, hatte Ludwig XIV. Vauban mit der Inspektion der Küste von Dunkerque bis Bayonne beauftragt. Über seinem ersten Aufenthalt in Camaret am 9. Mai 1685 schrieb Vauban in seinen Memoiren:

„Es gibt noch immer zwei Reeden außerhalb der Meerenge von Brest, die als Korridor zu ihrem Eingang dienen, von deren eine (bekannt als Berthaume) gegen alle Winde aus Norden vorbereitet ist und die andere von Camaret gegen alle Winde von Le Midy, die beide gut gehalten werden können. Bei der von Berthaume muss nichts weiter getan werden, da sie landgestützt von Kanonen gedeckt werden kann. Es gibt jedoch einen kleinen Handelshafen bei der von Camaret mit Buchten, in die sich Piraten ungestraft zurückziehen, was im Zuge von Kriegen oder schlechtem Wetter des öfteren geschieht: Daher sollte es notwendig sein, hier eine Batterie von vier oder fünf Kanonen zu errichten, die von einem Turm und einer gemauerten Einfriedung unterstützt werden sollte, um sie aufzuhalten und ein Netz über die Reeden zu ziehen, das auf diese Weise eine sichere Zuflucht für Handelsschiffe schaffen würde, die von schlechtem Wetter oder dem Risiko der Aufbringung in die Bucht gezwungen werden.“

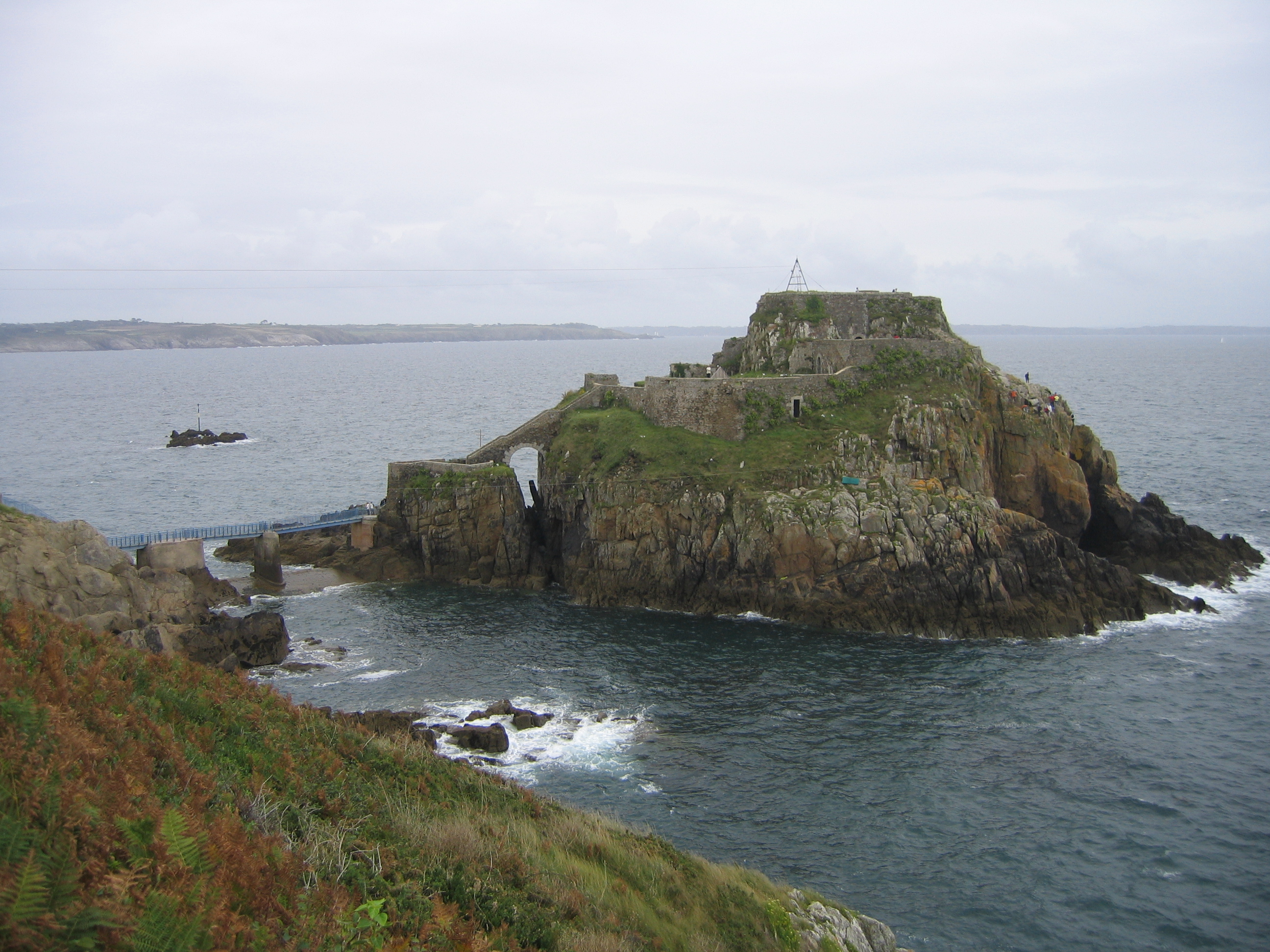
Die Festung von Bertheaume mit der Roscanvel Halninsel im Hintergrund

Kurz nach Kriegsbeginn und nachdem er die Stätte bereits inspiziert hatte, entschied sich Vauban, zuerst eine Verteidigungsstellung auf Bertheaume und einen tour de côte auf Camaret zu errichten, ein einzigartiges Beispiel seiner Art. Vaubans erste Entwürfe sahen für das Bauwerk einen runden Turm vor, doch nachdem er die Stelle abermals besichtigt hatte, entschied er sich für einen polygonalen Turm. Bereits kurz nach Beginn der Arbeiten an dem Vauban-Turm 1689 strebten die Engländer, vorgewarnt durch ihre Spione und in Erkenntnis der Wichtigkeit der Arbeiten, die Zerstörung des Turms an. Als 1691 sechzehn englisch-niederländische Schiffe in der Bucht von Camaret gesichtet wurden, erschienen fünf französische Fregatten, um die Flotte des Feindes zu verjagen. Weil angesichts der Aufgabe, hunderte von Kilometern an Küstenlinie verteidigen zu müssen, die Wahrscheinlichkeit groß war, bei der Auswahl der Stellen für Verteidigungsanlagen die falsche Stelle ausgesucht zu haben, sehr groß war, entschloss sich Vauban, mehrere Festungen an verschiedenen Stellen zu errichten, die von Milizen in Stand gehalten werden sollten, wobei die Möglichkeit, schnell reguläre Truppen aus dem Hinterland nachzuziehen, jederzeit bestand.

### Konkrete Angriffsvorbereitungen

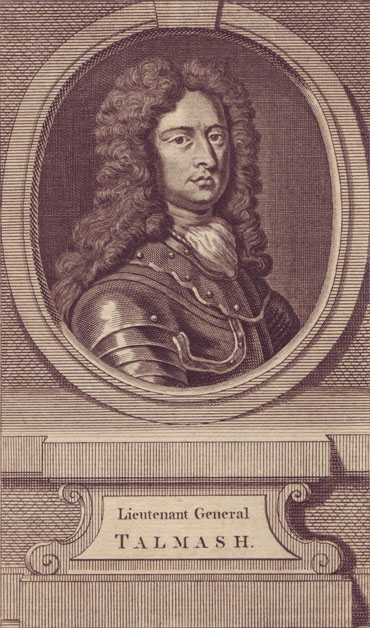
General Thomas Tollemache (hier Talsmash genannt), Kommandant der anlandenden Fußtruppen

Zu Beginn des Jahres 1694 glaubte Wilhelm III., Brest wäre einfach einzunehmen, nachdem ihm zu Ohren gekommen war, dass Tourville die Stadt mit 53 Linienschiffen verlassen hatte. So entschied er sich zum Angriff auf die Hafenstadt. Der Historiker Prosper Levot schreibt, die Attacke

„… schien begünstigt durch den Entschluss von Ludwig XIV., seine Seestreitkräfte im Mittelmeer zu konzentrieren, um mit ihrer Hilfe Barcelona von Marschall de Noailles einnehmen zu lassen, um dadurch Katalonien zu zwingen, Spanien um einen Friedensschluss anzuflehen.“

Der Plan Wilhelms III. bestand darin, den Großteil der englisch-niederländischen Flotte unter dem Kommando von Edward Russell nach Barcelona zu schicken, um Tourville zu bekämpfen, während der Rest der Flotte unter dem Kommando von John Berkeley Invasionstruppen unter Generalleutnant (lieutenant-general) Thomas Tollemache an der bretonischen Küste nahe Brest absetzen sollte, um die Kontrolle über Meerenge und die Reeden von Brest zu erhalten. Dabei von vorrangiger Bedeutung war die Erwägung, dass das Schicksal von Brest hauptsächlich von der Kontrolle über die Meerenge abhing. Dabei erinnerte man sich insbesondere an eine spanische Unternehmung gegen Brest von 1594, in der spanische Truppen von bloß 400 Mann Stärke über 6.000 Mann unter Johann IV. von Aumont mehr als einen Monat in der Belagerung von Crozon in Schach hielten.
In Anbetracht der immer konkreter werdenden englischen Bedrohung machte Ludwig XIV. Vauban zum „obersten Befehlshaber über die gesamten französischen Land- und Seestreitkräfte in der Provinz Bretagne“. Vauban war schon seit 1688 lieutenant-général des Armées (Generalleutnant) und akzeptierte die neue Stellung unter einer Bedingung: dass er nicht „ehrenamtlicher (also unbezahlter) Generalleutnant der Marine“ würde. Der Bericht über die Befestigungsanlagen vom 23. April 1694 von den Ingenieuren Traverse und Mollart zeigte bloß 265 und 17 an der richtigen Stelle. Als Vauban Anfang Mai die königlichen Direktiven erreichten, wurde Brest von rund 1.300 Mann und 6 Bataillonen verteidigt, ein Kavallerie-Regiment und ein Regiment Dragoner als Verstärkung war auf dem Weg.

Als Vauban am 23. Mai in Brest ankam, wusste er, dass das Kräftegleichwicht zu seinen Gunsten ausschlug. Er stockte die Anzahl an Verstärkungen nochmals auf, die an wichtigen Punkten an der Küste vorgenommen wurden und verstärkte die bereits bestehenden. Mitte Juni inspizierte er die Verteidigungsanlagen unter seinem Kommando und notierte, dass an der Baie de Douarnenez und bei Camaret Truppenlandungen in großem Ausmaß möglich seien. Er befahl, diese stärker zu befestigen. Im Bestreben, jegliche Landungen zu verhindern und ohne verfügbare Kriegsschiffe, stattete er zahlreiche Schaluppen derart aus, dass sie sich zur Verteidigung der Meerenge eigneten. Die Milizen erhielten Waffen, die von der Marine angefordert worden waren. Die Kavallerie-Regimenter und die Dragoner wurden in Landerneau und in Quimper stationiert. Um einen raschen Informationsaustausch zu ermöglichen, organisierte Vauban einen Kommunikationscode in Form von Signalen. In einem Brief an Ludwig XIV. vom 17. Juni 1694 erstattete er folgendermaßen Bericht: 

„Gestern Abend fand ich mich an der Küste bei Camaret und dem Umland der Bucht von Douarnenez ein. Ich ordnete die Befestigung von verschiedenen Buchten an, die man überfallen könnte, um die Roscanvel Halbinsel von hinten einzunehmen, und all unserer Befestigungen bei Camaret. Zur selben Zeit bestimmte ich die Lager für die Regimenter aus Roche-Courbon und aus Boëssière, die noch immer nicht angekommen sind, die Quartiere für Monsieur de Cervon und für Monsieur de la Vaisse und die Milizstellungen an Land. Der Anstoß zu diesen Maßnahmen bedurfte dringendster Ausführung, ohne dass auf das Eintreffen der Truppen gewartet werden konnte, und fünf oder sechs Tage Arbeit könnten diesen Teil der Küste in einen guten Zustand versetzen und die Verteidigung sicherstellen. […]“

## Schlacht

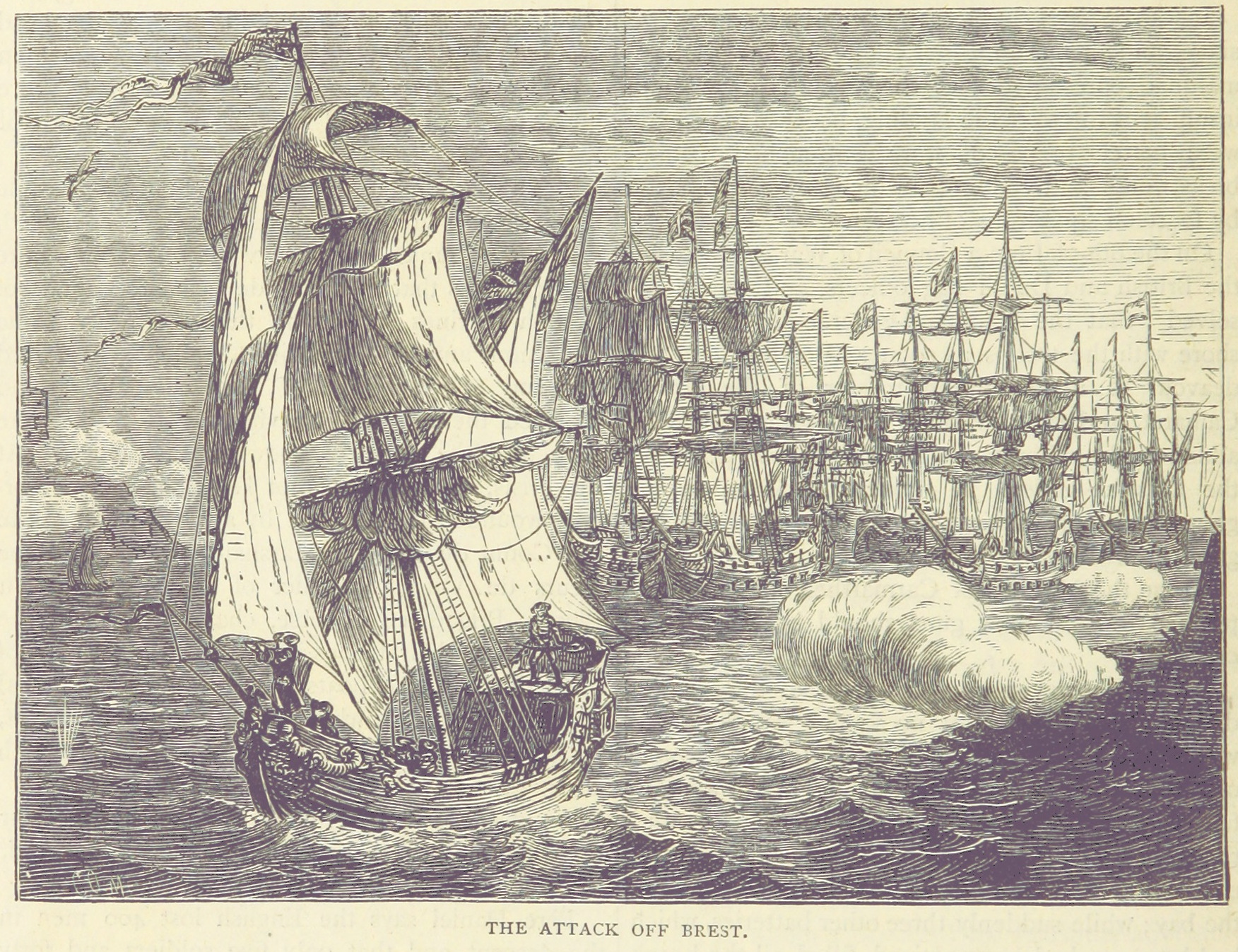
Die englische Flotte greift an.

### 17. Juni 1694

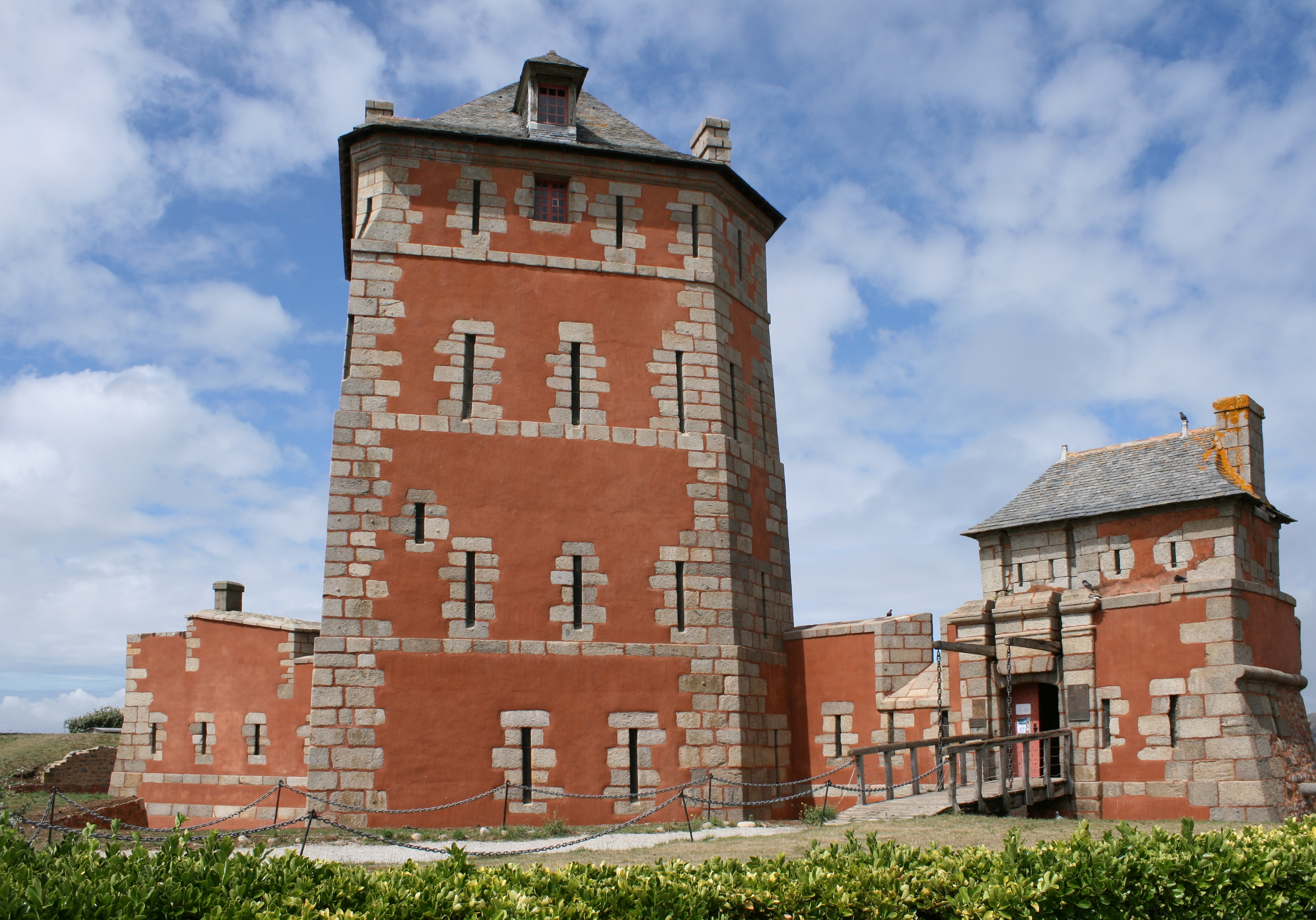
Vauban-Turm

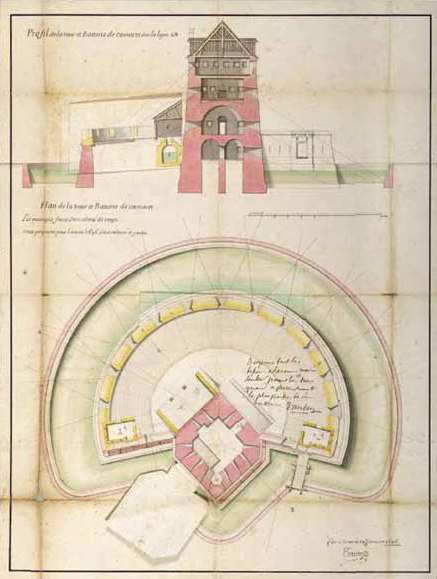
Profil und Grundriss des Turm von Camaret

Die englisch-niederländische Flotte (bestehend aus 36 Linienschiffen, 12 Bombarden, 80 Transportschiffen und circa 8.000 Soldaten) unter Berkeley stach schließlich in See. Vauban erreichten Meldungen, dass die Flotte in der Iroise-See sei, am Abend des 17. Juni. Sie ankerte auf halber Strecke zwischen Bertheaume und le Toulinguet nahe der Bucht von Camaret dicht bei der Einmündung in den Hafen von Brest.
Konteradmiral Osborne, 2. Duke of Leeds (begleitet von John Cutts) näherte sich der Küste, um die französischen Stellungen auszukundschaften und mögliche Anlandungsplätze zu finden. Bei seiner Rückkehr meldete er,

„dass die Verteidigungsstellungen, von denen er nur einen kleinen Teil hatte sehen können, formidabel seien. Aber Berkeley und Talmash argwöhnten, dass er die Gefahr übertriebe und entschlossen sich, am nächsten Morgen anzugreifen.“

Den Engländern war zu diesem Zeitpunkt unbekannt, dass die versprochene französische Unterstützung noch immer nicht eingetroffen war und dass Vauban am 17. Juni um 23:00 Uhr an den König folgenden Brief geschrieben hatte:

„als wir, um circa 22:00 Uhr, die Siganle von Ouessant hörten, die bedeuteten, dass eine große Flotte gesichtet worden war. Am Morgen des Tages, an dem die Signale bestätigt und ein Bote zu den Befehlshaber auf Ouessant geschickt wurde, hatten wir erfahren, dass sie 30 oder 35 Kriegsschiffe und über 80 andere Transportfahrzeuge aller Art gesichtet hatten, und es wurde zwischen 16:00 und 17:00 Uhr bestätigt, dass sie zwischen Camaret und Bertheaume geankert hatten, noch innerhalb der Reichweite der Geschütze der Stellungen an diesen Orten, von wo auch 8 oder 10 Geschosse auf sie abgegeben wurden, die aber nahezu alle fehlgingen. Ich habe alle Batterien von Cornouaille und von Léon besichtigt, wohin ich diverse Befehle gesendet habe; einem war es möglich, sie zu zählen und recht gut zu kennzeichnen. Es gibt drei (Schiffe mit) Kabinen vor den Hauptmasten und zwei (mit solchen) vor den Vormasten, was mich zu der Überzeugung gelangen lässt, dass die Streitmacht aus Engländern und Niederländern besteht. Der Wind steht gegen sie; wenn er dreht, habe ich keinen Zweifel daran, dass sie morgen in die Reede hinabsteigen, vielleicht in beide. Unsere Galeeren sind nicht gekommen, was ein großes Unglück für uns ist. Ich habe ihnen diesen Abend bestellen lassen, um jeden jeden Preis den Hafen zu erreichen, sich entlang der Küste zu halten, um von unseren ländischen Geschützen zu profitieren. Ich glaube nicht, dass sie es schaffen werden; aber ich weiß sehr wohl, dass ich mich nach Kräften anstrengen werde, sodass Eure Majestät mit mir zufrieden sein wird, und ich werde zweifelsohne meine Stellung bei dieser Sache nicht verlassen. Unsere Angelegenheiten in der Stadt sind ziemlich gut geregelt.“

### 18. Juni 1694

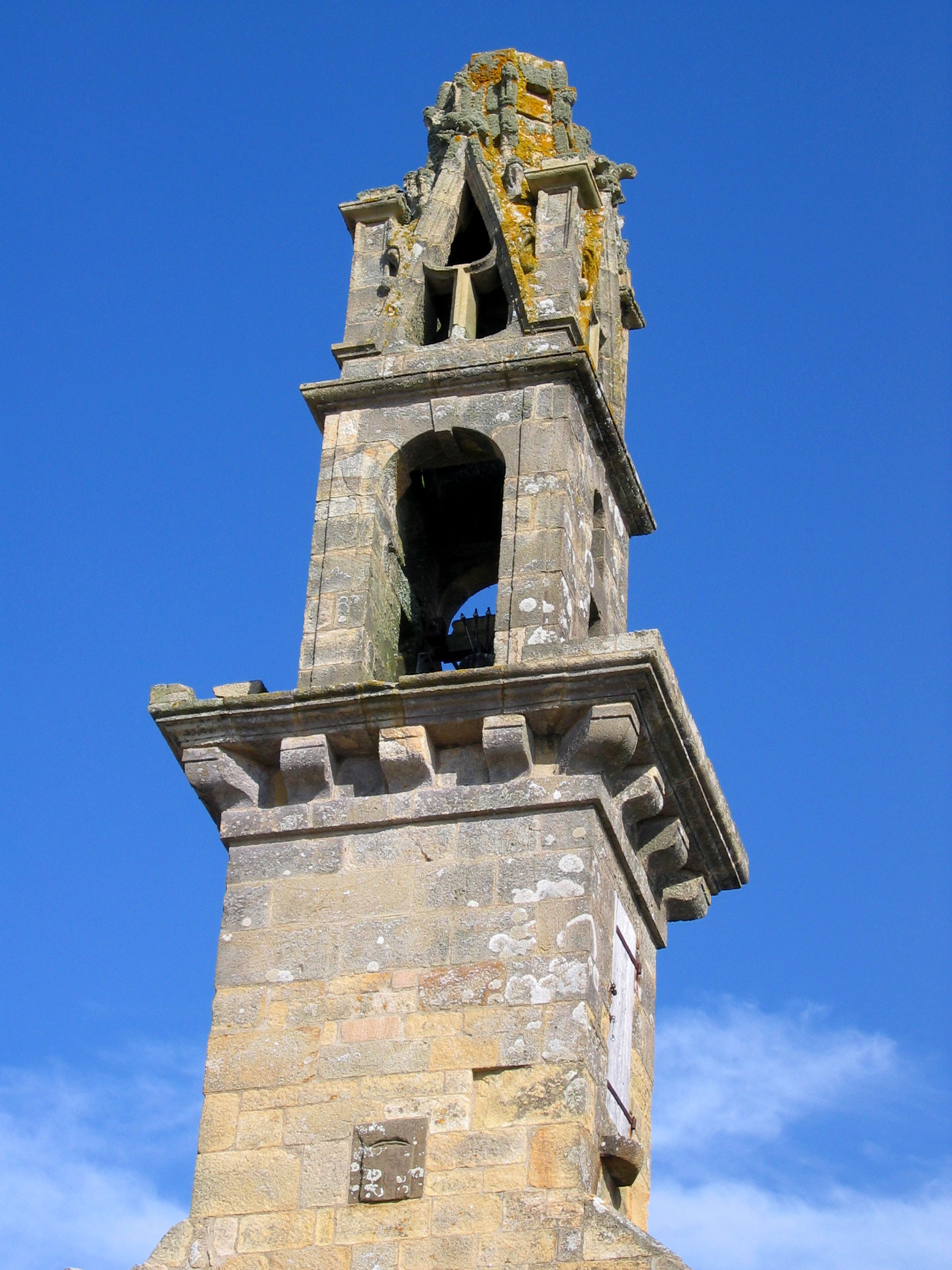
Kirchturm der Kapelle Notre-Dame de Rocamadour

Am Morgen des 18. Juni lag dichter, beide Kriegsparteien behindernder Nebel über diesem Teil der Bretagne, was die Engländer dazu veranlasste, den Angriff hinauszuschieben. Dies kam den Franzosen insoweit zupass, als „ein Kavallerie-Korps, befehligt von Monsieur de Cervon, und ein Teil der Miliz bei Châteaulin um 9:00 Uhr ankommen (konnte)“. Daher war es, nachdem sich der Nebel gelichtet hatte, bereits 11:00 Uhr, als Carmarthen mit acht Schiffen vorrücken konnte, um den Tour de Camaret anzugreifen und die 200 Langboote mit Soldaten zu beschützen, die den Strand von Trez-Rouz ansteuerten. Der Tour de Camaret nahm, unterstützt von den Batterien von Le Gouin und Tremet, die Angreifer derart heftig unter Beschuss, dass zwei Schiffe Feuer fingen und die anderen kritisch beschädigt waren. Trotz ihrer Verblüffung ob dieser unerwartet starken Gegenwehr, gelang es den Briten ihrerseits einige Treffer am Turm zu erzielen. Bei dieser Auseinandersetzung wurde die Kirchturmspitze der Kapelle Notre-Dame de Rocamadour von einer Kanonenkugel abgeschossen. 

„Die Legende erzählt, dass die Heilige Jungfrau über dem Schlachtfeld erschien und die böswillige Kugel zurück zu dem Schlachschiff schickte, das dafür verantwortlich war, woraufhin dasselbige sank. Die Legende berichtet hingegen nicht, dass die Jungfrau diese Tat vollbrachte, inbdem sie sich des Armes eines Kannoniers von Vauban und einer seiner Kanonen bediente!“

Unterdessen landete Tollemache am Strand von Trez-Rouz an der Spitze von 1.300 Mann, darunter französische Hugenotten. Empfangen wurden sie von starkem Beschuss, woraufhin sie, nach einem kurzen Moment des Schwankens, von 100 Mann Irregulären und 1.200 Mann Küstenwachenmiliz angegriffen wurden.
Macauley schreibt in seiner History of England:

„Bald zeigte sich, dass das Vorhaben sogar noch gefährlicher zu sein schien, als es noch am Vortag den Anschein gehabt hatte. Geschützbatterien, die sich nach dem Abfeuern zurückzogen, eröffneten ein derart mörderisches Feuer auf die Schiffe, dass mehrere Decks bald geräumt werden mussten. Eine große Anzahl an Fußsoldaten und Pferden war erkennbar; und sie schienen, durch ihre Uniformen gekennzeichnet, reguläre Truppen zu sein. Der junge Konteradmiral schickte in Windeseile einen Offizier, um Talmash (Thomas Tollemache) zu warnen. Aber Talmash war so vollständig von der Idee besessen, die Franzosen seien nicht darauf vorbereitet, einen Angriff zurückzuschlagen, dass er alle Achtung in den Wind schlug und nicht einmal seinen eigenen Augen getraut hätte. Er hielt es für gewiss, dass die Streitmacht, die er sich an der Küste versammeln sah, ein besserer Haufen Bauern war, der in aller Eile aus dem Umland zusammengetrieben worden war. Im Vertrauen darauf, dass diese Möchtegern-Soldaten vor den echten britischen Soldaten wie die Hasen davonlaufen würden, befahl er seinen Männern, in Richtung Strand zu rudern. Er wurde bald eines Bessern belehrt. Ein schrecklicher Beschuss mähte seine Truppen schneller nieder, als sie überhaupt an Land gehen konnten. Er selbst hatte kaum trockenen Boden erreicht, als er von einer Kanonenkugel am Schenkel getroffen wurde und zurück zu seiner Barke getragen werden musste. Bestürzt kehrten seine Männer zurück zu den Booten. Schiffe und Boote beeileten sich, schleunigst aus der Bucht herauszukommen, was ihnen aber nicht eher gelang als bis vierhundert Seeleute und siebenhundert Soldaten gefallen waren. Noch über viele Tage hinweg spülten die Wellen immer wieder zerstückelte und zertrümmerte Leichen an den Strand der Bretagne. Die Batterie, von der Talmash seine Verwundung davongetragen hatte, wird bis heute Tod der Engländer genannt.“

Tollemache wurde zurück zu seiner Schwadron von einem der wenigen Langboote gebracht, die noch seetüchtig waren. Französische Gegenangriffe trieben die Feinde zurück ins Meer und die Landungstruppen hatten dem nichts entgegenzusetzen. Sie konnten sich nicht einmal zurückziehen, da die Ebbe die Langboote auf Grund gesetzt hatte. Nur zehn der Boote gelang es, sich wieder dem Rest der englischen Flotte anzuschließen.
Die englischen Verluste waren beträchtlich:

„(…) Auf Seiten der Engländer waren 800 Mann der Landundstruppen tot oder verwundet, 400 Mann wurden auf den Linienschiffen getötet und 466 waren gefangen genommen worden, darunter 16 Offiziere. Die Franzosen hatte, nach Berichten von Monsieur de Langeron und Monsieur de Saint-Pierre, die noch am selben Tag aufgenommen wurden, hatten lediglich 45 Verwundete zu verzeichnen, darunter 3 Offiziere und der Ingenieur Traverse, der einen Arm verlor.“

Seit diesem Tag ist der Landungsstrand, befleckt mit Blut, bekannt als Trez Rouz (roter Strand). Die Talmashs Landepunkte nächste Klippe oder die Batterie, die den Schuss auf ihn abgegeben hatte, ist heute noch bekannt als Maro ar saozon (Tod der Engländer).
Als die Schlacht begann befand sich Vauban selbst im Fort du Mengant und erreichte das Schlachtfeld selbst erst nachdem schon alles vorüber war. In einem Brief an den Comte de Pontchartrain aus Camaret vom 18. Juni schrieb er:

„Mein einziger Beitrag lag in den Befehlen und den Vorbereitungen; das Hauptgeschehen spielte sich zwei Meilen von mir entfernt ab. Mir wurde zugetragen, dass wir dem Feind gut begegnet sind, dass nicht ein Augenblick gezögert wurde. Sie kamen unverzüglich, sie griffen unverzüglich an und zwar an genau der Stelle, die ich schon immer geahnt hatte; mit einem Wort, sie hatten es sich sehr gut ausgedacht, aber nicht so gut ausgeführt.“

## Auswirkungen

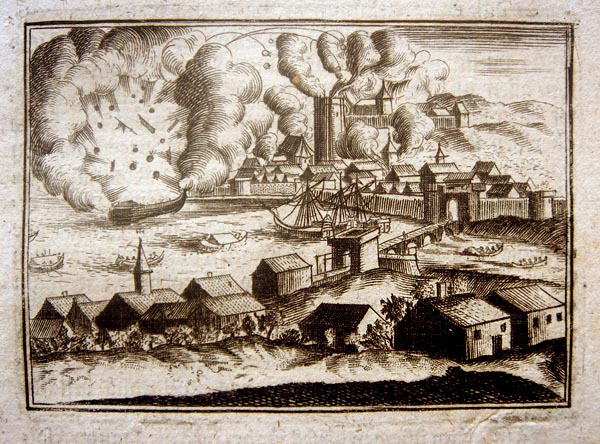
Die englisch-niederländische Flotte bombardiert Dieppe

Talmash starb nach seiner Rückkehr nach Plymouth an seinen Verletzungen und Englands öffentlicher Kummer und Entrüstung ob des Verrats wurden laut kundgetan. Nach dieser Niederlage wurde die englisch-niederländische Flotte überholt und segelte den Ärmelkanal zurück, um als Vergeltungsmaßnahme diverse Häfen, darunter Dieppe und Le Havre zu bombardieren. In einem fünf Tage andauernden Bombardement (vom 26. bis zum 31. Juli 1694) wurde Le Havre stark beschädigt. Im September attackierte dieselbe Flotte Dünkirchen und Calais, doch konnten die dortigen Festungen die Angriffe zurückschlagen, sodass die Städte nur kleinere Beschädigungen hinnehmen mussten. Diese Angriffe gaben Vauban Gelegenheit und Anlass, die Küste um Brest noch stärker zu befestigen. So richtete er eine Geschützstellung bei Portizc eine, eine weitere auf der île Longue, eine dritte bei Plougastel usw. …
Um den Sieg zu feiern, ließ Ludwig XIV. eine Medaille mit „Custos orae Armoricae“ (Wächter der Küste von Aremorica) und „Angl. et Batav. caesis et fugatis 1694“ (die Engländer und Niederländer aufgestöbert und in die Flucht geschlagen 1694) gravieren. Durch einen Beschluss vom 23. Dezember 1697 befreite die Bretagne die Bürger von Camaret „völlg von jeglicher Zahlung von einer Herdsteuer, Kopfsteuer oder sonstiger Steuern, die in den anderen Gemeinden der Provinz Bretagne aufkommen mögen“.

## Der „Camaret Bay Letter“
Auf der Suche nach einem Sündenbock nach dieser blutigen Niederlage beschuldigten die Engländer oft Marlborough, der zu dieser Zeit bei Wilhelm III. aus anderen Gründen in Ungnade gefallen war, des Hochverrats. Ihm wurde vorgeworfen, dem abgesetzten Jakob II. im Mai 1694, einen vorwarnenden Brief geschrieben zu haben. Dieser Brief wurde bekannt als der Camaret Bay Letter und lautet wie folgt (übersetzt):

„Erst heute habe ich von den Neuigkeiten erfahren, die ich Euch nun schreibe; sie lauten darauf, dass die Mörserschiffe und die zwölf Regimenter, die in Portsmouth stationiert sind, zusammen mit zwei Regimenter von Marineinfanteristen, allesamt befehligt von Talmash, dazu bestimmt sind, den Hafen von Brest in Brand zu setzen und alle Krieger, die sich dort finden, zu vernichten. Dies würde einen großen Vorteil für England bedeuten. Doch keine Überlegung kann mich oder könnte mich jemals davon abhalten, Euch über alles in Kenntnis zu setzen, das Euch nützlich sein könnte. daher möget Ihr Euren Nutzen aus dieser Information ziehen, auf deren Wahrheit Ihr Euch vollumfänglich verlassen könnt. Ich muss Euch jedoch um Eurer eigener Interessen willen beschwören, niemandem außer der Königin und dem Überbringer dieses Briefes hiervon wissen zu lassen. Russell wird morgen mit vierzig Schiffen Segel setzen, ohne den Rest bisher bezahlt zu haben; aber ist abgemacht, dass innerhalb von zehn Tagen der Rest der Flott folgen wird; und zur selben Zeit die Landstreitkräfte. Ich habe versucht, dies vor einiger Zeit von Admiral Russell selbst bestätigt zu bekommen. Doch hat er es mir gegenüber immer abgestritten, obwohl ich mir sicher bin, dass er die Gestalt des Vorhabens seit mehr als sechs Wochen kannte. Dies lässt sich Schlimmstes über die Absichten dieses Mannes befürchten. Ich werde sehr erfreut sein, zu erfahren, dass dieser Brief euch sicher erreicht hat.“

Der Brief existiert bloß in einer französischen Übersetzung und Winston Churchill behauptet in seiner Biografie über seinen Vorfahren Marlborough, dass der Brief eine Fälschung sei, die Marlboroughs Ruf beschädigen sollte und dass der Herzog Wilhelm III. niemals betrogen habe. Auch wenn es nahezu sicher ist, dass Marlborough Anfang Mai eine Nachricht über den Kanal schickte, in der er den bevorstehenden Angriff auf Brest beschrieb, ist genau so sicher, dass die Franzosen bereits von den Plänen über die Brest-Expedition aus anderen Quellen wussten. David G. Chandler folgert: „Die ganze Geschichte ist so obskur und undurchsichtig, dass es noch immer nicht möglich ist, eine definitive Entscheidung zu treffen. Alles in allem sollten wir Marlborough die Unsicherheit des Zweifels zugute halten.“

## Gedenken

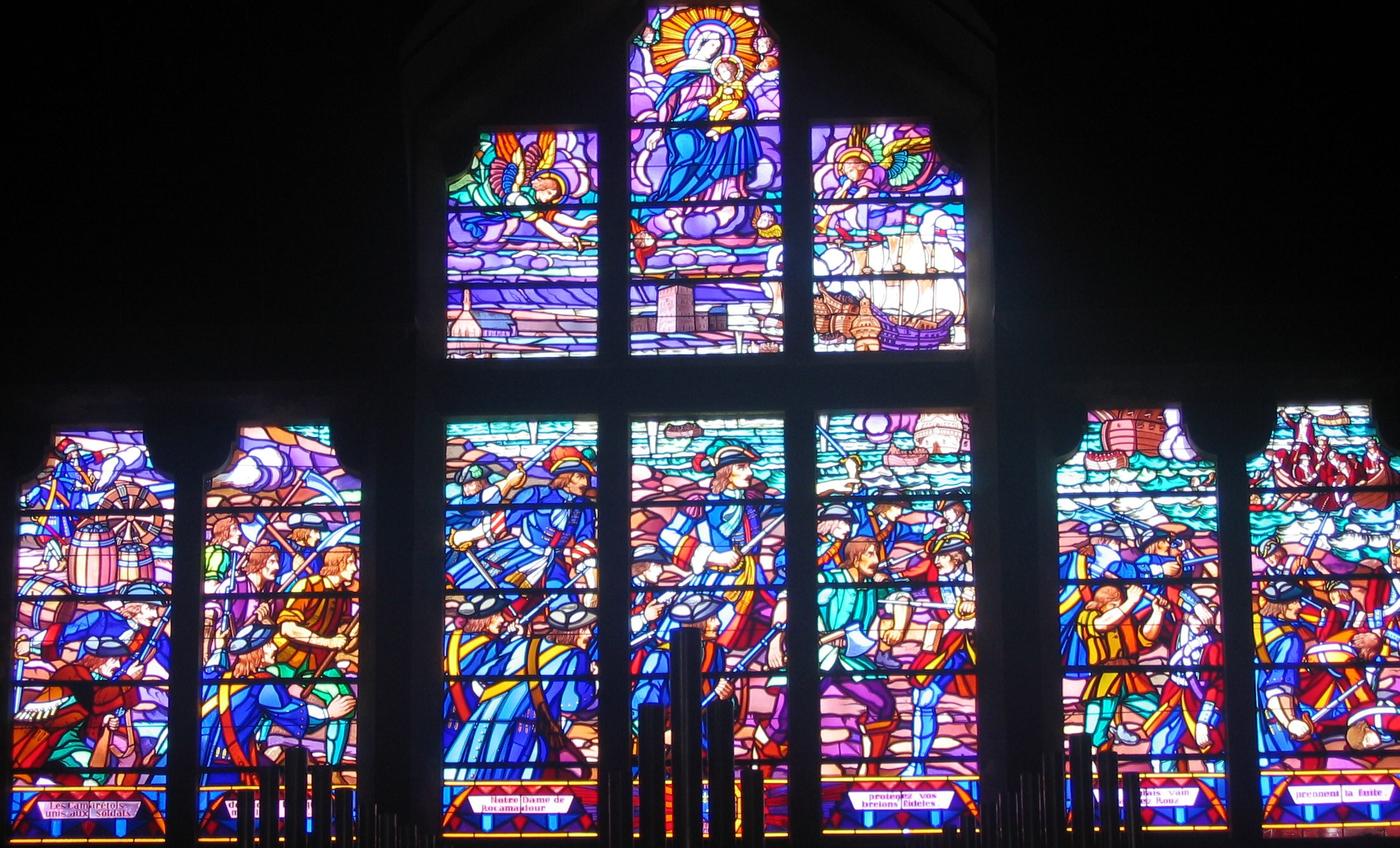
Bleiglasfenster in der église Saint-Rémi

Im nördlichen Querschiff der Gemeindekirche von Saint-Rémy-du-Plain, teilweise verdeckt von den Orgelpfeifen, gibt es ein großes Bleiglasfenster von Jim Sévellec, das die Schlacht zeigt.